# Щепан Садурський
Щепан Пйотр Садурський (пол. Szczepan Piotr Sadurski; *9 червня 1965, Люблін) — польський сатирик, карикатурист, журналіст, голова Партії Гарного Настрою. 
Народився в 9 червня 1965 році в Любліні, у 1985 році закінчив художній ліцей. Опублікував більш ніж 5 тисяч малюнків в 200 журналах. Лауреат ряду премій, у тому числі «Золота Шпилька — 1986» (нагорода журналу «Шпильки» у конкурсі на найкращий малюнок року). Засновник видавництва гумору й сатири «Суперпресс» (1991 р.), головний редактор журналу «Гарний настрій». 
Автор задуму й голова Партії Гарного Настрою — неформальної міжнародної організації, що об'єднує людей, які люблять сміятися (партія має більше 3 тисяч членів у Польщі та інших державах світу). Власник сатиричного інтернет-порталу Sadurski.com. Був членом журі багатьох сатиричних конкурсів і конкурсів кабаре у Польщі, Туреччині і Швеції. У 2013 році він був спеціальним гостем на міжнародному фестивалі Sunny Dragon у Єревані (Вірменія), у 2007 році на фестивалі карикатур у Туркуені (Франція), у 2016 році на фестивалі PolArt у Мельбурні (Австралія). У жовтні 2015 року в Нью-Йорку відкрив виставку «Поляки в Нью-Йорку в карикатурах Садурського». Нині (з кінця 2019 р.) публікує малюнки переважно в журналі «Трибуна». Проживає у столиці Польщі, Варшаві.